# Kompostowanie zwłok
Kompostowanie zwłok (także: naturalna redukcja organiczna) – forma rozkładu zwłok ludzkich bądź zwierzęcych przez mikroflorę, w drodze ich kompostowania, co umożliwia pozyskanie nawozu, który w przypadku zwłok ludzkich może zostać przekazany rodzinie do rozsypania.
W stosunku do zwłok ludzkich metodę opracowało amerykańskie przedsiębiorstwo „Recompose”, którego założycielką była Katrina Spade. Proces kompostowania przebiega w sześciokątnej kapsule wielokrotnego użytku, po zasypaniu owiniętego w bawełniany materiał ciała trocinami (ewentualnie trawą, słomą, czy lucerną). Dzięki zastosowaniu systemu napowietrzania i podgrzewania do temperatury 55 °C zwłoki rozkładają się całkowicie w około 30 dni, po czym są jeszcze odstawiane na kilka tygodni. Z pojedynczego ciała ludzkiego uzyskuje się w tej metodzie około 1 m³ nawozu. Z masy usuwa się nieorganiczne implanty medyczne. Pozostałe fragmenty kości rozdrabnia się i miesza z kompostem.
Kompostowanie zwłok ludzkich jest legalne tylko w niektórych stanach USA, przy czym pierwszym z nich był Waszyngton (potem dołączyły m.in. Kolorado, Oregon i Nowy Jork). Zwłoki muszą być kompostowane wyłącznie przez certyfikowany zakład organicznej redukcji.
W przypadku padłych zwierząt, zwłaszcza ptaków (drobiu), kompostowanie to ekonomiczna i bezpieczna sanitarnie metoda wykorzystania zwłok. Proces przetwarzania nie daje w tym wypadku nieprzyjemnych zapachów, a równocześnie pozwala na codzienne uzupełnianie pojemników kompostowych.